# Nadvojvoda Fridrik
Nadvojvoda Fridrik Maria Albrecht Wilhelm Karl od Austrije (Gross Seelowitz, 4. lipnja 1856. – Mosonmagyaróvár, 30. prosinca 1936.) je bio austrougarski nadvojvoda i vojni zapovjednik. Tijekom Prvog svjetskog rata bio je vrhovni zapovjednik austrougarske vojske.

## Obitelj
Nadvojvoda Fridrik rođen je 4. lipnja 1856. u Gross Seelowitzu. Najstariji je sin nadvojvode Karla Ferdinanda i nadvojvotkinje Elizabete. Inače, mlađa Fridrikova braća Eugen i Karlo Stjepan također su odabrali vojni poziv, te su bili istaknuti austrougarski zapovjednici u Prvom svjetskom ratu. U listopadu 1878. Fridrik je sklopio brak s princezom Isabellom od Croy-Dülmena s kojom je tijekom braka imao osam kćeri i jednog sina. Fridrik se osim vojnog poziva, bavio i s proučavanjem poljoprivrede, rudarstva i tehnika navodnjavanja jer je nakon smrti svog ujaka nadvojvode Albrechta naslijedio veliku imovinu u vidu tvornica i imanja. Imao je tako u vlasništvu imanja u Mađarskoj, Poljskoj i Moravskoj, kuće i imanja u Beču i Pressburgu (danas Bratislavi), kao i vrijedne umjetničke zbirke. Nakon smrti nadvojvode Albrechta, kojeg je Fridrik naslijedio, postao je najbogatiji Habsburg, a svoje bogatstvo je tijekom godina i povećao. U pogledu proizvodnje nekih proizvoda (primjerice, mlijeka i mliječnih proizvoda) tvornice u Fridrikovom vlasništvu su u Austro-Ugarskoj gotovo imale monopol.  

## Vojna karijera
Fridrik je u vojsku stupio još kao 14-godišnjak u ožujku 1871. služeći s činom poručnika u tirolskoj kraljevskoj lovačkoj pukovniji. Čin satnika dostiže u travnju 1875., dok je u svibnju 1876. promaknut u bojnika od kada služi u 42. pješačkoj pukovniji. Godinu dana kasnije premješten je na službu u 25. pješačku pukovniju smještenu u Pragu, dok od rujna 1878. služi u 13. pješačkoj pukovniji. U listopadu 1879. postaje zapovjednikom 18. pješačke pukovnije, nakon čega dobiva zapovjedništvo nad 27. pješačkom brigadom. U međuvremenu je, u rujnu 1880., unaprijeđen u čin pukovnika, dok je u čin general bojnika promaknut u studenom 1882. godine. U srpnju 1886. preuzima zapovjedništvo nad 14. pješačkom divizijom, dok je u studenom te iste godine promaknut u čin podmaršala. Fridrik 14. pješačkom divizijom zapovijeda do srpnja 1889. kada postaje zapovjednikom V. korpusa sa sjedištem u Pressburgu koju dužnost obnaša idućih šesnaest godina tijekom kojih je i to u svibnju 1894. unaprijeđen u čin generala topništva. U travnju 1905. imenovan je glavnim inspektorom austrougarske vojske. Navedenu dužnost obnaša do lipnja 1907. kada postaje zapovjednikom austrijske komponente austrougarske vojske (Landwehra). U lipnju 1910. promaknut je u čin generala pješaštva.

## Prvi svjetski rat
Nakon atentata na prijestolonasljednika Franza Ferdinanda, Fridrik je 11. srpnja 1914. imenovan vrhovnim zapovjednikom austrougarske vojske. Iako ga je car Franjo Josip vrlo cijenio, Fridrik je na navedenu dužnost izabran prije svega jer se očekivalo da se neće miješati u posao načelniku Glavnog stožera Franzu Conradu von Hötzendorfu. Fridrik je to znao, te se nije miješao u Conradov posao koji je stvarno i operativno planirao i vodio ratne operacije. Conrad je Fridrika informirao o vođenju i planiranju ratnih operacija, ali se Fridrik Conradovim stavovima nikada nije usprotivio. Dapače, podržavao je Conrada i štitio ga, čak i kada su nakon teškog poraza i gubitaka u Brusilovljevoj ofenzivi svi zahtijevali da Conrad odstupi. Fridrik je često kao vrhovni zapovjednik vojske djelovao diplomatski pokušavajući ukloniti razlike u gledištima koje su postojale kako između Glavnih stožera austrougarske i njemačke vojske, tako i između sama dva cara. U prosincu 1914. Fridrik je unaprijeđen u feldmaršala postavši tako prvi koji je dobio taj čin još od smrti njegovog ujaka nadvojvode Albrechta.
Nakon smrti cara Franje Josipa i dolaska Karla I. na austrougarsko prijestolje, Karlo I. u prosincu 1916. osobno preuzima mjesto vrhovnog zapovjednika austrougarske vojske, dok Fridrik postaje njegovim zamjenikom. Navedenu dužnost zamjenika vrhovnog zapovjednika obnaša do veljače 1917. kada ga car razrješuje dužnosti. Do kraja rata živio je na svom imanju u Weilburgu u blizini Badena.

## Poslije rata
Nakon završetka rata Fridrik se 5. studenog 1918. umirovio. Njegove posjede u Austriji i Čehoslovačkoj zapljenile su austrijske i čehoslovačke vlasti, dok je neke posjede u Mađarskoj uspio vratiti u svoje vlasništvo. Također, 1920. godine uspio je sudskim putem ostvariti pravo na naknadu za imovinu koju su mu oduzele čehoslovačke vlasti.
Preminuo je 30. prosinca 1936. godine u 80. godini života na svom imanju u Mosonmagyaróváru. Njegov pokop bio je velik društveni događaj u Mađarskoj, te su istome prisustvovali ne samo predstavnici europskih kraljevskih obitelji, već i predstavnici Njemačke, Italije, te Mađarske koju je predstavljao sam regent Miklos Horthy.

## Vanjske poveznice
(eng.) Nadvojvoda Fridrik na stranici Firstworldwar.com

(eng.) Nadvojvoda Fridrik na stranici Austro-Hungarian-Army.co.uk

(eng.) Nadvojvoda Fridrik na stranici Oocities.org

(rus.) Nadvojvoda Fridrik na stranici Hrono.ru

(njem.) Nadvojvoda Fridrik na stranici Weltkriege.at
| Prethodnik: | Vrhovni zapovjednik austrougarske vojske nadvojvoda Fridrik | Nasljednik: |
| nitko       | Vrhovni zapovjednik austrougarske vojske nadvojvoda Fridrik | Karlo I.    |